# Байрем (Міссісіпі)
Байрем (англ. Byram) — місто (англ. city) в США, в окрузі Гіндс штату Міссісіпі. Населення — 12 666 осіб (2020).

## Географія
Байрем розташований за координатами 32°11′24″ пн. ш. 90°17′8″ зх. д. / 32.19000° пн. ш. 90.28556° зх. д. (32.189960, -90.285561).  За даними Бюро перепису населення США в 2010 році місто мало площу 48,25 км², з яких 47,56 км² — суходіл та 0,69 км² — водойми.

## Демографія
Згідно з переписом 2010 року, у місті мешкало 11 489 осіб у 4402 домогосподарствах у складі 3177 родин. Густота населення становила 238 осіб/км².  Було 4658 помешкань (97/км²).
Расовий склад населення:
| - 52,1 % — чорних або афроамериканців - 45,7 % — білих - 0,8 % — азіатів - 0,2 % — корінних американців |

До двох чи більше рас належало 0,9 %. Частка іспаномовних становила 1,1 % від усіх жителів.
За віковим діапазоном населення розподілялося таким чином: 29,1 % — особи молодші 18 років, 63,7 % — особи у віці 18—64 років, 7,2 % — особи у віці 65 років та старші. Медіана віку мешканця становила 32,4 року. На 100 осіб жіночої статі у місті припадало 86,4 чоловіків;  на 100 жінок у віці від 18 років та старших — 81,6 чоловіків також старших 18 років.
Середній дохід на одне домашнє господарство  становив 62 636 доларів США (медіана — 55 891), а середній дохід на одну сім'ю — 69 740 доларів (медіана — 62 799). Медіана доходів становила 44 396 доларів для чоловіків та 37 517 доларів для жінок. За межею бідності перебувало 11,0 % осіб, у тому числі 11,0 % дітей у віці до 18 років та 1,8 % осіб у віці 65 років та старших.
Цивільне працевлаштоване населення становило 6148 осіб. Основні галузі зайнятості: освіта, охорона здоров'я та соціальна допомога — 28,3 %, публічна адміністрація — 10,6 %, виробництво — 9,8 %, роздрібна торгівля — 9,4 %.